# 福田重清

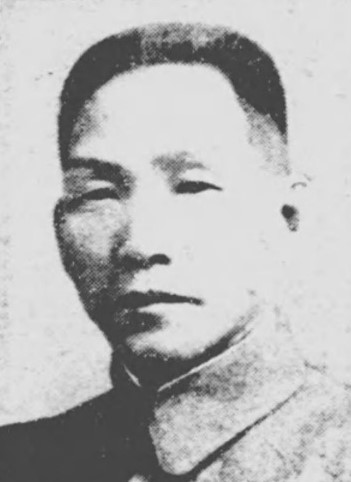
福田重清

福田 重清（ふくだ しげきよ、1889年〈明治22年〉4月4日 - 1964年〈昭和39年〉7月19日）は、日本の政治家、実業家。衆議院議員（1期）。初代日立市長（1期）。

## 経歴
富山県出身。1909年（明治42年）中央大学法律科卒。日本鉱業（日鉱）に入り、日立鉱業所庶務課長を経て、1933年（昭和8年）副所長も兼任する。1939年（昭和14年）日立市が発足すると同所副所長のまま市長に就任した。市長は翌年まで務め、1942年（昭和17年）4月の第21回衆議院議員総選挙では茨城2区（当時）から翼賛政治体制協議会の推薦を受け立候補して当選する。衆議院議員在職中に日立鉱業所の所長に就任する。戦後の1946年の総選挙には公職追放されたため出馬せず、1947年（昭和22年）2月には日立鉱業所の所長も辞任した。
戦後は国光製作所、富栄商事の各社長を歴任し、1959年の日立市長選に日鉱の支援で立候補、日立製作所（日製）の支援を受けた高嶋秀吉市長と一騎討ちを演じるも一敗地に塗れた。1964年死去。